# Estación de Deustu
Deustu  es una estación del metro de Bilbao subterránea, situada en el barrio bilbaíno de Deusto. Fue inaugurada el 11 de noviembre de 1995 y su tarifa corresponde a la zona 1.
Al lado de la salida Lehendakari Aguirre se encuentra el Centro Comercial Bidarte, y más adelante la Escuela Oficial de Idiomas de Bilbao.

## Accesos
- C/ Lehendakari Agirre, 29 (salida Lehendakari Aguirre)
- C/ Iruña, 10 (salida Iruña)
- C/ Iruña, 12, esquina Lehendakari Agirre (salida Lehendakari Aguirre)

### Accesos nocturnos
- C/ Lehendakari Agirre, 29 (salida Lehendakari Aguirre)
- C/ Iruña, 12, esquina Lehendakari Agirre (salida Lehendakari Aguirre)